# Jama kod Šipkovca
Jama kod Šipkovca este o arie protejată (sit de importanță comunitară — SCI) din Croația întinsă pe o suprafață de 0,78 ha, integral pe uscat.

## Localizare
Centrul sitului Jama kod Šipkovca este situat la coordonatele 44°11′39″N 15°20′55″E / 44.194284°N 15.348744°E.

## Înființare
Situl Jama kod Šipkovca a fost declarat sit de importanță comunitară în iulie 2013 pentru a proteja un număr necunoscut de specii din flora spontană și fauna sălbatică aflate în arealul zonei.

## Biodiversitate
Situată în ecoregiunea mediteraneană, aria protejată conține 1 habitat natural: Peșteri inaccesibile publicului.
La baza desemnării sitului se află un număr nedeclarat de specii protejate.